# ヒレアシトカゲ科
ヒレアシトカゲ科（Pygopodidae）は有鱗目ヤモリ下目の科。脚が退化または消失している。2亜科8属（少なくとも）35種が属す。細長い胴体をしており、ヘビに似る。ヘビや他のほとんどのヤモリと同様、まぶたがないが、ヘビと異なり、外側には耳の穴があり、平らで切れ込みのない舌を持つ。オーストラリアとニューギニアに分布。
前脚が全くないが、後脚は痕跡的に残っており、小さく平らなヒレ状になっている。これは求愛や防御、植物の間の移動などに役立つ。食中性・地中性の種もいれば、密集した草原などを這い動くことに適した種もいる。

## 分類
和名は中井(2020)を参考。
ヒレアシトカゲ科 Pygopodidae
- 亜科 Lialisinae
  - 族 Lialisini
    - ヘビガタヒレアシトカゲ属 Lialis - 2種
      - バートンヒレアシトカゲ Lialis burtonis
      - クチボソヒレアシトカゲ Lialis jicari
- 亜科 Pygopodinae
  - デルマヒレアシトカゲ属 Delma - 22種
  - 属 Paradelma - 1種
    - ブリガロウヒレアシトカゲ Paradelma orientalis

  - ヒレアシトカゲ属 Pygopus - 5種
    - チャイロヒレアシトカゲ Pygopus lepidopodus
    - ズキンヒレアシトカゲ Pygopus nigriceps
    - ヨークヒレアシトカゲ Pygopus robertsi
    - ヒガシズキンヒレアシトカゲ Pygopus schraderi
    - キタズキンヒレアシトカゲ Pygopus steelescotti

  - 族 Aprasiaini
    - 亜族 Aprasiaina
      - カラカネヒレアシトカゲ属 Ophidiocephalus - 1種
        - カラカネヒレアシトカゲ Ophidiocephalus taeniatus

      - ミミズヒレアシトカゲ属 Aprasia - 14種

    - 亜族 Pletholaxina
      - 属 Pletholax - 2種
        - ホソミヒレアシトカゲ Pletholax gracilis
        - Pletholax edelensis

## 詳細文献
- Boulenger GA (1884). "Synopsis of the Families of existing Lacertilia". Annals and Magazine of Natural History, Fifth Series 14: 117-122. (Pygopodidae, new family, p. 119).
- Goin CJ, Goin OB, Zug GR (1978). Introduction to Herpetology, Third Edition. San Francisco: W.H. Freeman. xi + 378 pp. ISBN 0-7167-0020-4. (Family Pygopodidae, pp. 285–286).
- Kluge AG (1974). "A taxonomic revision of the lizard family Pygopodidae". Miscellaneous Publications, Museum of Zoology, University of Michigan (147): 1-221.